# EHF Liga Mistrzów 2018/2019 (grupa D)
EHF Liga Mistrzów 2018/2019 - rozgrywki i tabela grupy D
| Lp. | Drużyna           | M  | Mecze | Mecze | Mecze | Bramki | Bramki | Bramki | Pkt |
| Lp. | Drużyna           | M  | W     | R     | P     | +      | −      | +/−    | Pkt |
| --- | ----------------- | -- | ----- | ----- | ----- | ------ | ------ | ------ | --- |
| 1.  | Dinamo Bukareszt  | 10 | 7     | 0     | 3     | 293    | 280    | +13    | 14  |
| 2.  | Orlen Wisła Płock | 10 | 7     | 0     | 3     | 278    | 250    | +28    | 14  |
| 3.  | Elverum Håndball  | 10 | 6     | 1     | 3     | 278    | 272    | +6     | 13  |
| 4.  | CB Ademar León    | 10 | 5     | 2     | 3     | 252    | 251    | +1     | 12  |
| 5.  | Riihimäki Cocks   | 10 | 2     | 2     | 6     | 246    | 269    | −23    | 6   |
| 6.  | Wacker Thun       | 10 | 0     | 1     | 9     | 268    | 293    | −25    | 1   |

| Gospodarz \ Gość  | PLO   | ADE   | ELV   | THU   | BUC   | COC   |
| Orlen Wisła Płock |       | 25:23 | 30:28 | 34:24 | 29:28 | 34:18 |
| CB Ademar León    | 27:24 |       | 24:24 | 24:21 | 31:28 | 23:20 |
| Elverum Håndball  | 28:30 | 30:25 |       | 29:28 | 29:28 | 28:27 |
| Wacker Thun       | 23:25 | 25:26 | 29:30 |       | 29:33 | 26:26 |
| Dinamo Bukareszt  | 24:21 | 35:30 | 26:24 | 35:34 |       | 24:22 |
| Riihimäki Cocks   | 27:26 | 19:19 | 25:28 | 31:29 | 31:32 |       |

Wyniki
| 12 września 201818:15 | Riihimäki Cocks | 19:19(13:11) | CB Ademar León | Energia Areena, Vantaa Widzów: 500 Sędzia: Miklós Andorka Róbert Hucker |
| 12 września 201818:15 | Nico Rönnberg 8 | 19:19(13:11) | 5 Ivan Mošić   | Energia Areena, Vantaa Widzów: 500 Sędzia: Miklós Andorka Róbert Hucker |
| 12 września 201818:15 | 1× · 2×         | 19:19(13:11) | 3×             | Energia Areena, Vantaa Widzów: 500 Sędzia: Miklós Andorka Róbert Hucker |

| 12 września 201819:30 | Dinamo Bukareszt | 26:24(12:11) | Elverum Håndball | Sala Polivalentă Dinamo, Bukareszt Widzów: 1500 Sędzia: Boris Mandák Mário Rudinský |
| 12 września 201819:30 | Amine Bannour 5  | 26:24(12:11) | 7 Lukas Sandell  | Sala Polivalentă Dinamo, Bukareszt Widzów: 1500 Sędzia: Boris Mandák Mário Rudinský |
| 12 września 201819:30 | 2× · 3×          | 26:24(12:11) | 3× · 3×          | Sala Polivalentă Dinamo, Bukareszt Widzów: 1500 Sędzia: Boris Mandák Mário Rudinský |

| 12 września 201819:00 | Orlen Wisła Płock | 34:24(18:13) | Wacker Thun   | Orlen Arena, Płock Widzów: 2150 Sędzia: Jesper Kirkholm Madsen Henrik Mortensen |
| 12 września 201819:00 | Žiga Mlakar 8     | 34:24(18:13) | 7 Ron Delhees | Orlen Arena, Płock Widzów: 2150 Sędzia: Jesper Kirkholm Madsen Henrik Mortensen |
| 12 września 201819:00 | 2× · 2×           | 34:24(18:13) | 3× · 1×       | Orlen Arena, Płock Widzów: 2150 Sędzia: Jesper Kirkholm Madsen Henrik Mortensen |

| 20 września 201820:00 | Wacker Thun                                 | 26:26(11:15) | Riihimäki Cocks | Mobiliar Arena, Gümligen Widzów: 520 Sędzia: Dimitar Mitrevski Blagojche Todorovski |
| 20 września 201820:00 | Phillip Tandrup Holm 6 Nicolas Jann Suter 6 | 26:26(11:15) | 7 Nico Rönnberg | Mobiliar Arena, Gümligen Widzów: 520 Sędzia: Dimitar Mitrevski Blagojche Todorovski |
| 20 września 201820:00 | 7× · 4×                                     | 26:26(11:15) | 6× · 3×         | Mobiliar Arena, Gümligen Widzów: 520 Sędzia: Dimitar Mitrevski Blagojche Todorovski |

| 22 września 201819:30 | CB Ademar León                                                                      | 31:28(12:14) | Dinamo Bukareszt                           | Palacio de los Deportes, León Widzów: 2500 Sędzia: Ivan Caçador Eurico Nicolau |
| 22 września 201819:30 | Acacio Marqués Moreira Filho 5 Gonzalo Pérez Arce 5 José Mario Carrillo Gutiérrez 5 | 31:28(12:14) | 4 Andrei Nicușor Negru 4 Răzvan Gavriloaia | Palacio de los Deportes, León Widzów: 2500 Sędzia: Ivan Caçador Eurico Nicolau |
| 22 września 201819:30 | 3× · 4×                                                                             | 31:28(12:14) | 5× · 2×                                    | Palacio de los Deportes, León Widzów: 2500 Sędzia: Ivan Caçador Eurico Nicolau |

| 23 września 201818:10 | Elverum Håndball            | 28:30(15:13) | Orlen Wisła Płock | Terningen Arena, Elverum Widzów: 1972 Sędzia: Fabian Baumgart Sascha Wild |
| 23 września 201818:10 | Sigvaldi Björn Guðjónsson 9 | 28:30(15:13) | 6 Michał Daszek   | Terningen Arena, Elverum Widzów: 1972 Sędzia: Fabian Baumgart Sascha Wild |
| 23 września 201818:10 | 5× · 1×                     | 28:30(15:13) | 7× · 2×           | Terningen Arena, Elverum Widzów: 1972 Sędzia: Fabian Baumgart Sascha Wild |

| 26 września 201819:00 | Orlen Wisła Płock          | 34:18(16:10) | Riihimäki Cocks  | Orlen Arena, Płock Widzów: 2050 Sędzia: Robert Schulze Tobias Tönnies |
| 26 września 201819:00 | José Guilherme de Toledo 8 | 34:18(16:10) | 6 Teemu Tamminen | Orlen Arena, Płock Widzów: 2050 Sędzia: Robert Schulze Tobias Tönnies |
| 26 września 201819:00 | 6× · 2×                    | 34:18(16:10) | 4× · 3×          | Orlen Arena, Płock Widzów: 2050 Sędzia: Robert Schulze Tobias Tönnies |

| 26 września 201819:00 | Dinamo Bukareszt | 35:34(19:14) | Wacker Thun    | Sala Polivalentă Dinamo, Bukareszt Widzów: 1100 Sędzia: Georgios Panayides Marios Andreou |
| 26 września 201819:00 | Amine Bannour 9  | 35:34(19:14) | 10 Ron Delhees | Sala Polivalentă Dinamo, Bukareszt Widzów: 1100 Sędzia: Georgios Panayides Marios Andreou |
| 26 września 201819:00 | 3× · 2×          | 35:34(19:14) | 6× · 3×        | Sala Polivalentă Dinamo, Bukareszt Widzów: 1100 Sędzia: Georgios Panayides Marios Andreou |

| 30 września 201818:10 | Elverum Håndball              | 30:25(18:13) | CB Ademar León                 | Terningen Arena, Elverum Widzów: 2096 Sędzia: Mads Dahl Hermann Jesper Madsen |
| 30 września 201818:10 | Lukas Sandell 7 Tine Poklar 7 | 30:25(18:13) | 6 Acacio Marqués Moreira Filho | Terningen Arena, Elverum Widzów: 2096 Sędzia: Mads Dahl Hermann Jesper Madsen |
| 30 września 201818:10 | 2× · 3×                       | 30:25(18:13) | 1× · 3×                        | Terningen Arena, Elverum Widzów: 2096 Sędzia: Mads Dahl Hermann Jesper Madsen |

| 3 października 201818:15 | Riihimäki Cocks   | 31:32(17:15) | Dinamo Bukareszt | Energia Areena, Vantaa Widzów: 550 Sędzia: Tomislav Cindrić Robert Gonzurek |
| 3 października 201818:15 | Teemu Tamminen 10 | 31:32(17:15) | 6 Amine Bannour  | Energia Areena, Vantaa Widzów: 550 Sędzia: Tomislav Cindrić Robert Gonzurek |
| 3 października 201818:15 | 3× · 1×           | 31:32(17:15) | 5× · 2×          | Energia Areena, Vantaa Widzów: 550 Sędzia: Tomislav Cindrić Robert Gonzurek |

| 6 października 201817:30 | Wacker Thun                        | 29:30(13:16) | Elverum Håndball         | Mobiliar Arena, Gümligen Widzów: 880 Sędzia: Denis Bolic Christoph Hurich |
| 6 października 201817:30 | Nicolas Jann Suter 6 Ron Delhees 6 | 29:30(13:16) | 6 Simen Holand Pettersen | Mobiliar Arena, Gümligen Widzów: 880 Sędzia: Denis Bolic Christoph Hurich |
| 6 października 201817:30 | 7× · 2×                            | 29:30(13:16) | 2× · 2×                  | Mobiliar Arena, Gümligen Widzów: 880 Sędzia: Denis Bolic Christoph Hurich |

| 6 października 201819:30 | CB Ademar León | 27:24(15:9) | Orlen Wisła Płock                         | Palacio de los Deportes, León Widzów: 3000 Sędzia: Jiří Opava Pavel Válek |
| 6 października 201819:30 | Ivan Mošić 9   | 27:24(15:9) | 5 José Guilherme De Toledo 5 Renato Sulić | Palacio de los Deportes, León Widzów: 3000 Sędzia: Jiří Opava Pavel Válek |
| 6 października 201819:30 | 1× · 2×        | 27:24(15:9) | 4× · 3×                                   | Palacio de los Deportes, León Widzów: 3000 Sędzia: Jiří Opava Pavel Válek |

| 13 października 201817:30 | Wacker Thun          | 25:26(12:15) | CB Ademar León                            | Mobiliar Arena, Gümligen Widzów: 1220 Sędzia: Fabian Baumgart Sascha Wild |
| 13 października 201817:30 | Nicolas Jann Suter 6 | 25:26(12:15) | 5 Jaime Fernandez Fernandez 5 Živan Pešić | Mobiliar Arena, Gümligen Widzów: 1220 Sędzia: Fabian Baumgart Sascha Wild |
| 13 października 201817:30 | 3× · 3×              | 25:26(12:15) | 2× · 2×                                   | Mobiliar Arena, Gümligen Widzów: 1220 Sędzia: Fabian Baumgart Sascha Wild |

| 14 października 201818:10 | Elverum Håndball           | 28:27(15:14) | Riihimäki Cocks | Terningen Arena, Elverum Widzów: 1940 Sędzia: Mirza Kurtagic Mattias Wetterwik |
| 14 października 201818:10 | Alexander Ørjevik Westby 7 | 28:27(15:14) | 7 Nico Rönnberg | Terningen Arena, Elverum Widzów: 1940 Sędzia: Mirza Kurtagic Mattias Wetterwik |
| 14 października 201818:10 | 3× · 3×                    | 28:27(15:14) | 2× · 2×         | Terningen Arena, Elverum Widzów: 1940 Sędzia: Mirza Kurtagic Mattias Wetterwik |

| 14 października 201821:00 | Dinamo Bukareszt | 24:21(13:10) | Orlen Wisła Płock | Sala Polivalentă Dinamo, Bukareszt Widzów: 2326 Sędzia: Stevann Pichon Laurent Reveret |
| 14 października 201821:00 | Amine Bannour 7  | 24:21(13:10) | 5 Igor Žabič      | Sala Polivalentă Dinamo, Bukareszt Widzów: 2326 Sędzia: Stevann Pichon Laurent Reveret |
| 14 października 201821:00 | 10× · 2×         | 24:21(13:10) | 5× · 3×           | Sala Polivalentă Dinamo, Bukareszt Widzów: 2326 Sędzia: Stevann Pichon Laurent Reveret |

| 3 listopada 201816:00 | Riihimäki Cocks  | 25:28(12:15) | Elverum Håndball            | Energia Areena, Vantaa Widzów: 600 Sędzia: Konstantin Ershov Anton Pavliukov |
| 3 listopada 201816:00 | Teemu Tamminen 7 | 25:28(12:15) | 10 Alexander Ørjevik Westby | Energia Areena, Vantaa Widzów: 600 Sędzia: Konstantin Ershov Anton Pavliukov |
| 3 listopada 201816:00 | 4× · 2×          | 25:28(12:15) | 5× · 2×                     | Energia Areena, Vantaa Widzów: 600 Sędzia: Konstantin Ershov Anton Pavliukov |

| 3 listopada 201820:00 | CB Ademar León | 24:21(14:12) | Wacker Thun       | Palacio de los Deportes, León Widzów: 2550 Sędzia: Ferenc Bonifert Viktor Oláh |
| 3 listopada 201820:00 | Živan Pešić 5  | 24:21(14:12) | 7 Ivan Wyttenbach | Palacio de los Deportes, León Widzów: 2550 Sędzia: Ferenc Bonifert Viktor Oláh |
| 3 listopada 201820:00 | 3× · 2×        | 24:21(14:12) | 8× · 1× · 1×      | Palacio de los Deportes, León Widzów: 2550 Sędzia: Ferenc Bonifert Viktor Oláh |

| 3 listopada 201818:00 | Orlen Wisła Płock | 29:28(14:12) | Dinamo Bukareszt | Orlen Arena, Płock Widzów: 3000 Sędzia: Karim Gasmi Raouf Gasmi |
| 3 listopada 201818:00 | Michał Daszek 7   | 29:28(14:12) | 6 Muhamed Zulfić | Orlen Arena, Płock Widzów: 3000 Sędzia: Karim Gasmi Raouf Gasmi |
| 3 listopada 201818:00 | 2× · 2× · 1×      | 29:28(14:12) |                  | Orlen Arena, Płock Widzów: 3000 Sędzia: Karim Gasmi Raouf Gasmi |

| 8 listopada 201818:00 | Dinamo Bukareszt | 35:30(18:15) | CB Ademar León         | Sala Polivalentă Dinamo, Bukareszt Widzów: 1800 Sędzia: Amar Konjičanin Dino Konjičanin |
| 8 listopada 201818:00 | Amine Bannour 11 | 35:30(18:15) | 11 Mario López Álvarez | Sala Polivalentă Dinamo, Bukareszt Widzów: 1800 Sędzia: Amar Konjičanin Dino Konjičanin |
| 8 listopada 201818:00 | 6× · 2×          | 35:30(18:15) | 3× · 1×                | Sala Polivalentă Dinamo, Bukareszt Widzów: 1800 Sędzia: Amar Konjičanin Dino Konjičanin |

| 10 listopada 201818:00 | Orlen Wisła Płock | 30:28(17:15) | Elverum Håndball            | Orlen Arena, Płock Widzów: 3500 Sędzia: Dimitar Mitrevski Blagojche Todorovski |
| 10 listopada 201818:00 | Žiga Mlakar 8     | 30:28(17:15) | 7 Sigvaldi Bjørn Gudjonsson | Orlen Arena, Płock Widzów: 3500 Sędzia: Dimitar Mitrevski Blagojche Todorovski |
| 10 listopada 201818:00 | 6× · 4×           | 30:28(17:15) | 1× · 2×                     | Orlen Arena, Płock Widzów: 3500 Sędzia: Dimitar Mitrevski Blagojche Todorovski |

| 11 listopada 201815:15 | Riihimäki Cocks  | 31:29(14:18) | Wacker Thun                                                | Energia Areena, Vantaa Widzów: 887 Sędzia: Konstantinos Katsikis Michalis Michailidis |
| 11 listopada 201815:15 | Nico Rönnberg 10 | 31:29(14:18) | 5 Marco Giovanelli 5 Thomas Matthias Lanz 5 Damien Guignet | Energia Areena, Vantaa Widzów: 887 Sędzia: Konstantinos Katsikis Michalis Michailidis |
| 11 listopada 201815:15 | 6× · 3×          | 31:29(14:18) | 5× · 2×                                                    | Energia Areena, Vantaa Widzów: 887 Sędzia: Konstantinos Katsikis Michalis Michailidis |

| 15 listopada 201820:00 | Wacker Thun       | 23:25(13:14) | Orlen Wisła Płock | Mobiliar Arena, Gümligen Widzów: 960 Sędzia: Konstantin Ershov Anton Pavliukov |
| 15 listopada 201820:00 | Ivan Wyttenbach 7 | 23:25(13:14) | 5 Michał Daszek   | Mobiliar Arena, Gümligen Widzów: 960 Sędzia: Konstantin Ershov Anton Pavliukov |
| 15 listopada 201820:00 | 5× · 3×           | 23:25(13:14) | 4× · 4× · 1×      | Mobiliar Arena, Gümligen Widzów: 960 Sędzia: Konstantin Ershov Anton Pavliukov |

| 17 listopada 201819:30 | CB Ademar León                 | 23:20(14:11) | Riihimäki Cocks | Palacio de los Deportes, León Widzów: 3000 Sędzia: Marko Boričić Dejan Marković |
| 17 listopada 201819:30 | Acácio Marqués Moreira Filho 7 | 23:20(14:11) | 7 Nico Rönnberg | Palacio de los Deportes, León Widzów: 3000 Sędzia: Marko Boričić Dejan Marković |
| 17 listopada 201819:30 | 2× · 2×                        | 23:20(14:11) | 3× · 3×         | Palacio de los Deportes, León Widzów: 3000 Sędzia: Marko Boričić Dejan Marković |

| 18 listopada 201818:10 | Elverum Håndball           | 29:28(12:15) | Dinamo Bukareszt                     | Terningen Arena, Elverum Widzów: 2438 Sędzia: Péter Horváth Balázs Marton |
| 18 listopada 201818:10 | Alexander Ørjevik Westby 8 | 29:28(12:15) | 6 Răzvan Gavriloaia 6 Muhamed Zulfić | Terningen Arena, Elverum Widzów: 2438 Sędzia: Péter Horváth Balázs Marton |
| 18 listopada 201818:10 | 4× · 3×                    | 29:28(12:15) | 7× · 2×                              | Terningen Arena, Elverum Widzów: 2438 Sędzia: Péter Horváth Balázs Marton |

| 21 listopada 201818:30 | Dinamo Bukareszt | 24:22(13:12) | Riihimäki Cocks | Sala Polivalentă Dinamo, Bukareszt Widzów: 2450 Sędzia: Fabian Baumgart Sascha Wild |
| 21 listopada 201818:30 | Hugo Descat 7    | 24:22(13:12) | 9 Nico Rönnberg | Sala Polivalentă Dinamo, Bukareszt Widzów: 2450 Sędzia: Fabian Baumgart Sascha Wild |
| 21 listopada 201818:30 | 6× · 1×          | 24:22(13:12) | 6× · 3×         | Sala Polivalentă Dinamo, Bukareszt Widzów: 2450 Sędzia: Fabian Baumgart Sascha Wild |

| 24 listopada 201816:00 | Orlen Wisła Płock          | 25:23(9:10) | CB Ademar León        | Orlen Arena, Płock Widzów: 3800 Sędzia: Boris Mandák Mário Rudinský |
| 24 listopada 201816:00 | José Guilherme De Toledo 7 | 25:23(9:10) | 6 Mario López Álvarez | Orlen Arena, Płock Widzów: 3800 Sędzia: Boris Mandák Mário Rudinský |
| 24 listopada 201816:00 | 4× · 1×                    | 25:23(9:10) | 3× · 4× · 1×          | Orlen Arena, Płock Widzów: 3800 Sędzia: Boris Mandák Mário Rudinský |

| 25 listopada 201818:10 | Elverum Håndball | 29:28(15:16) | Wacker Thun    | Terningen Arena, Elverum Widzów: 2273 Sędzia: Daniel Freitas César Carvalho |
| 25 listopada 201818:10 | Lukas Sandell 9  | 29:28(15:16) | 5 Roman Caspar | Terningen Arena, Elverum Widzów: 2273 Sędzia: Daniel Freitas César Carvalho |
| 25 listopada 201818:10 | 4× · 2×          | 29:28(15:16) | 7× · 1×        | Terningen Arena, Elverum Widzów: 2273 Sędzia: Daniel Freitas César Carvalho |

| 28 listopada 201818:15 | Riihimäki Cocks | 27:26(10:15) | Orlen Wisła Płock | Energia Areena, Vantaa Widzów: 400 Sędzia: Georgios Panayides Marios Andreou |
| 28 listopada 201818:15 | Nico Rönnberg 8 | 27:26(10:15) | 8 Michał Daszek   | Energia Areena, Vantaa Widzów: 400 Sędzia: Georgios Panayides Marios Andreou |
| 28 listopada 201818:15 | 3× · 3×         | 27:26(10:15) | 2× · 3×           | Energia Areena, Vantaa Widzów: 400 Sędzia: Georgios Panayides Marios Andreou |

| 29 listopada 201820:00 | Wacker Thun            | 29:33(13:14) | Dinamo Bukareszt | Mobiliar Arena, Gümligen Widzów: 1380 Sędzia: Michal Baďura Jaroslav Ondogrecula |
| 29 listopada 201820:00 | Thomas Matthias Lanz 6 | 29:33(13:14) | 6 Amine Bannour  | Mobiliar Arena, Gümligen Widzów: 1380 Sędzia: Michal Baďura Jaroslav Ondogrecula |
| 29 listopada 201820:00 | 4× · 2×                | 29:33(13:14) | 4× · 2×          | Mobiliar Arena, Gümligen Widzów: 1380 Sędzia: Michal Baďura Jaroslav Ondogrecula |

| 1 grudnia 201820:00 | CB Ademar León                 | 24:24(14:13) | Elverum Håndball         | Palacio de los Deportes, León Widzów: 2200 Sędzia: Radojko Brkic Andrei Jusufhodzic |
| 1 grudnia 201820:00 | Acácio Marqués Moreira Filho 6 | 24:24(14:13) | 6 Simen Holand Pettersen | Palacio de los Deportes, León Widzów: 2200 Sędzia: Radojko Brkic Andrei Jusufhodzic |
| 1 grudnia 201820:00 | 4× · 3×                        | 24:24(14:13) | 5× · 3×                  | Palacio de los Deportes, León Widzów: 2200 Sędzia: Radojko Brkic Andrei Jusufhodzic |